# El desencanto
El desencanto es una película documental española de 1976 dirigida por Jaime Chávarri, basada en entrevistas a la viuda y a los hijos de Leopoldo Panero, poeta oficial del régimen franquista. A raíz de esta película, la expresión «el desencanto» pasó a ser una forma de caracterizar el periodo de la transición democrática española.

## Argumento
La viuda y los tres hijos del poeta falangista Leopoldo Panero (que había muerto en 1962) narran sus vivencias, entrecruzan sus recuerdos, y aprovechan para cobrarse deudas pendientes. Sus relaciones se cuentan con tal lujo de detalles que se puede ver y sentir la decadencia del régimen y del edificio sobre el que se asienta: unas relaciones familiares marcadas por la hipocresía y la apariencia.

## Comentario
Los tres hijos de Leopoldo Panero —Juan Luis Panero, Michi Panero y Leopoldo María Panero—, todos ellos tan o más famosos que su propio padre, forman la piedra angular del visceral documental de Jaime Chávarri.
Es la última película que sufrió los rigores de la censura tardo-franquista, que suprimió las breves alusiones de Leopoldo María Panero a sus experiencias sexuales en la cárcel.[cita requerida]
La película estaba programada para participar en el Festival Internacional de Cine de San Sebastián de 1976, pero —con gran polémica— su productor Elías Querejeta decidió retirarla por la represión política del Gobierno sobre el pueblo vasco. En su lugar, participó la película Gusanos de seda de Francisco Rodríguez, en contra de la voluntad del director, quien se solidarizó públicamente con Querejeta y Chávarri.
En 1994, el director Ricardo Franco filmó Después de tantos años, una secuela de El desencanto basada en entrevistas con los tres hermanos Panero. En 2009, el director Luis Miguel Alonso Guadalupe, en lo que consideró un «complemento» a El desencanto, se centró en la figura de Leopoldo Panero para su documental Los abanicos de la muerte.

## Premios
32.ª edición de las Medallas del Círculo de Escritores Cinematográficos
| Categoría      | Premiado      | Resultado |
| -------------- | ------------- | --------- |
| Mejor película | El desencanto | Ganadora  |